# Ted Ligety
Theodore Sharp "Ted" Ligety (* 31. srpna 1984, Salt Lake City) je americký alpský lyžař. Jedná se o olympijského vítěze a mistra světa. Jeho nejsilnější disciplínou je obří slalom, v němž vyhrál 3x hodnocení disciplíny světového poháru, zlatou olympijskou medaili však získal v kombinačním závodě na ZOH 2006.

## Největší úspěchy

### Olympiáda
- Zimní olympijské hry 2006 v Turíně: 1. místo v kombinaci
- Zimni olympijske hry 2014 v Soci: 1. místo v obrim slalomu

### Mistrovství světa
- MS v alpském lyžování 2009 ve Val-d'Isère: 3. místo v obřím slalomu
- MS v alpském lyžování 2011 v Garmisch-Partenkirchenu: 1. místo v obřím slalomu

### Světový pohár

#### Celkové hodnocení disciplíny SP
- 2007/08 – 1. místo obří slalom
- 2008/09 – 3. místo obří slalom
- 2009/10 – 1. místo obří slalom
- 2010/11 – 1. místo obří slalom

#### Vítězství v závodě SP
| 5. března 2006    | Pchjongčchang | obří slalom |
| 8. března 2008    | Kranjska Gora | obří slalom |
| 14. března 2008   | Bormio        | obří slalom |
| 28. února 2009    | Kranjska Gora | obří slalom |
| 29. ledna 2010    | Kranjska Gora | obří slalom |
| 5. prosince 2010  | Beaver Creek  | obří slalom |
| 11. prosince 2010 | Val-d'Isère   | obří slalom |
| 19. prosince 2010 | Alta Badia    | obří slalom |
| 23. října 2011    | Sölden        | obří slalom |